# Polygala usafuensis
Polygala usafuensis är en jungfrulinsväxtart som beskrevs av Gürke. Polygala usafuensis ingår i släktet jungfrulinssläktet, och familjen jungfrulinsväxter. Inga underarter finns listade i Catalogue of Life.